# Okinotorishima
Okinotorishima (japonês: 沖ノ鳥島; chinês: 沖鳥礁; chinês simplificado: 冲鸟礁), também conhecido por Parece Vela ou Douglas Reef, é um atol com 8482 m² de área, onde, descontando as estruturas construídas, existem apenas cerca de 10 metros quadrados de área emersa, com 7,4 cm da altitude máxima acima da linha da preia-mar. O atol situa-se nas coordenadas geográficas 20° 25′ N, 136° 05′ L, 534 km (332 milhas náuticas) a sueste das ilhas Daito; 567 km (352 milhas) a oes-sudoeste de Iwo Jima nas ilhas Ogasawara e a 1740 km (1081 milhas) a sul de Tóquio, a cuja prefeitura administrativamente pertence. O atol está no centro de uma disputa territorial entre o Japão e a República Popular da China, já que este último Estado não reconhece a existência de uma zona económica exclusiva japonesa em torno daquilo que para efeitos da Convenção das Nações Unidas sobre o Direito do Mar designa por simples rochedos.
O nome português Parece Vela, atribuído a quando do primeiro registo visual conhecido, refere-se ao aspecto que então teriam os rochedos. Okinotorishima, a designação japonesa agora em uso, significa ilha remota das aves. O atol é frequentemente referido na comunicação social japonesa recorrendo ao epíteto com conotação nacionalista de "a ilha mais a Sul do Japão" .

## História
Sem condições para fixação de uma população humana, o atol foi pela primeira vez referenciado na sequência de uma viagem de exploração capitaneada por Bernardo de la Torre em 1543. O registo visual foi confirmado por outra viagem, capitaneada por Miguel López de Legazpi, que em 1565 mapeou o recife, datando desta viagem o nome de Parece Vela, pelo qual ainda é conhecido.
Sendo apenas importante como perigo para a navegação, a posição aproximada do recife de Parede Vela era assinalada nas cartas náuticas, mas com o declínio da navegação espanhola naquelas águas caiu virtualmente no esquecimento. Foi assim que em 1789 foi redescoberto pelo brigue britânico  Iphigenia, sob o comando do capitão  William Douglas, sendo a partir do ano seguinte incluído nas cartas náuticas britânicas com o nome de Douglas Reef (também escrito Douglass Reef).. 
A sua nula importância económica levou a que o atol voltasse a ser virtualmente esquecido, sendo a sua existência aparentemente ignorada pelo Japão até 1888, ano em que surgem as primeiras referências japonesas documentadas. Em 1922 e 1925, o navio da Armada Imperial Japonesa Manshu procedeu ao levantamento hidrográfico da área, reconfirmando a existência do recife. Em 1931, já em pleno crescendo do nacionalismo japonês, tendo em conta que nenhum Estado tinha declarado a sua soberania sobre o recife, o Japão declarou o atol como sendo território japonês, integrando-o administrativamente na prefeitura e município de Tóquio. O atol passou então a ser considerado parte das ilhas Ogasawara, recebendo o actual nome de Okinotorishima (também, embora erradamente, por vezes transliterado como Okinotori-shima). 
Nos anos de 1939 e 1941 a Marinha de Guerra japonesa, num esforço para materializar a soberania japonesa sobre o atol, construiu sobre o rochedo maior as fundações para "um farol e para um posto de observação meteorológica", mas as obras foram interrompidas pela entrada do Japão na Segunda Guerra Mundial . Após a rendição do Japão, os Estados Unidos da América assumiram soberania sobre as ilhas Ogasawara, onde o atol administrativamente se inclui, apenas devolvendo a administração das ilhas ao Japão 1968.
Na sequência da assinatura da Convenção de Montego Bay, entre 1987 e 1993 o governo provincial de Tóquio, e mais tarde o governo central japonês, procederam à construção de uma estrutura em betão, rodeada por um quebra-mar construído por tetrápodos, para parar a erosão da parte emersa de Okinotorishima, que na actualidade apenas deixa acima da superfície das águas três das cinco rochas que emergiam em 1939. Em 1988 o Centro de Ciência e Tecnologia Marinha do Japão construiu um centro de investigação científica numa plataforma elevada instalada no atol, que já foi por várias vezes reconstruído devido aos danos provocados pela passagem de tufões.
O Japão mantém em permanência trabalhos de pesquisa oceanográfica na região, bem como de manutenção das estruturas construídas no atol. Em 2005, foi instalado um sistema de radar (com um custo de ¥ 330 milhões) e foi reparado o heliporto. Com o objectivo de apoiar as reivindicações de actividade económica, necessárias à luz do direito internacional marítimo para o reconhecimento de uma ZEE, também têm sido enviadas expedições piscatórias e o governo de Tóquio tem financiado expedições realizadas por cientistas e pescadores com o objectivo de determinar formas de aumentar a actividade económica em torno do atol.
A 16 de Março de 2007, a Guarda Costeira japonesa instalou um farolim na recife, o qual já consta da carta hidrográfica do atol. Com esta operação, criticada pela República Popular da China, o Japão pretendeu dar mais um passo na consolidação da sua soberania sobre o atol.
Para permitir a instalação de uma estrutura habitável no atol, contrariando assim a asserção chinesa de que o mesmo é um rochedo não habitável, estão a ser desenvolvidos esforços para instalar no local uma fonte de energia eléctrica capaz de garantir o abastecimento constante e a longo termo. Contudo, quando o governador de Tóquio, Shintaro Ishihara, lançou a ideia de construir uma central eléctrica que permitisse o fornecimento regular de energia, a ideia desencadeou protestos por parte dos ambientalistas. 
Como forma de conciliar o abastecimento energético com as preocupações ambientais, a Universidade Saga, que está desde a década de 1970 envolvida na investigação e desenvolvimento de tecnologias que permitam a conversão da energia térmica do oceano (mais conhecida pela sigla inglesa OTEC, de Ocean Thermal Energy Conversion), em parceria com a Universidade Nacional das Pescas, também do Japão, está a estudar a viabilidade de construir no atol uma instalação daquele tipo.

## Geografia

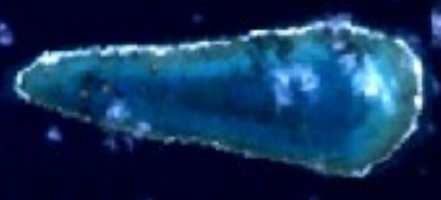
Imagem satélite do atol.

As águas em torno do recife são ricas em recursos biológicos e os fundos marinhos adjacentes podem conter recursos minerais importantes, mas, para além desse potencial valor económico, as ilhas têm importância geoestratégica assinalável. Apesar disso, o território emerso é minúsculo: descontadas as plataformas artificiais, na maré alta a área emersa é de apenas algumas dezenas de metros quadrados e tem uma elevação máxima acima do nível das águas de 7,4 centímetros. A área total do recife é de 7,8 km² quase totalmente submersa mesmo na baixa-mar. 
A parte emersa é constituída por três minúsculos ilhéus:
- Higashikojima (東小島, "ilhéu Leste")
- Kitakojima (北小島, "ilhéu Norte"), que apesar do nome constitui o ponto emerso mais a Oeste;
- Minamikojima (南小島, "ilhéu Sul"), um ilhéu artificial construído sobre a formação mais alta que antes existia no atol.

O ilhéu Minamikojima, hoje a maior estrutura emersa no atol, é completamente artificial, tendo sido criado sobre a zona menos profunda do atol. Sobre ele foram instalados um heliporto e o farolim, para além de uma placa cerimonial que regista a alegação de soberania do Japão.
O efeito dos tufões e o aquecimento global são ameaças constantes à existência da parte emersa do atol. Devido à erosão, mesmo as rochas emersas remanescentes parecem hoje completamente artificiais, não existindo já traços das rochas que aparecem em fotografias feitas em 1987. Em 1925, existiam cinco rochas emersas, as mesmas que são mencionadas num relatório americano datado de 1947. As três rochas menores estavam localizadas no bordo ocidental do recife, sendo praticamente impossíveis de avistar do mar devido à rebentação. As rochas maiores nos bordos sudoeste e nordeste, possivelmente Kitakojima e Higashikojima, tinham então 0,6 m e 0,4 m de altura, respectivamente. Em 1989 apenas duas rochas eram visíveis acima da linha da preia-mar. As rochas eram então desprovidas de qualquer vegetação terrestre.
Depois de terem sido protegidos contra a erosão, cada um dos ilhéus aparece nas imagens de satélite como um círculo com um diâmetro aproximado de 60 m, o que corresponde a uma área emersa, obviamente artificial, de 2827 m² por ilhéu, totalizando 8482 m² (0,8 ha).
Para além dessas estruturas, existe uma plataforma construída sobre pilares elevados, instalada no interior da laguna a cerca de 140 metros a ENE do ilhéu sul (Minamikojima). A plataforma foi construída em 1988 pelo Centro de Ciência e Tecnologia Marinha do Japão, e consiste numa estrutura rectangular de 100 m por 50 m. A plataforma tem um heliporto e um espaçoso edifício de três andares que aloja instalações de biologia marinha e uma estação meteorológica, além de alojamentos para pessoal e estruturas de apoio.
Nenhuma das estruturas existentes tem condições para suportar vegetação terrestre nem qualquer forma de vida que não esteja directamente relacionada com o mar.
As rochas situam-se na parte ocidental da laguna, rodeadas por um recife de coral, sobre o qual as ondas rebentam, que se estende por 4,5 km no sentido este-oeste e 1,7 km no sentido norte-sul. A laguna assim delimitada tem cerca de 5 km² de área, com 3 a 4,6 metros de profundidade média, mas existem múltiplas rochas coralinas sobre as quais a profundidade é inferior. O recife que delimita o atol tem grosseiramente a forma de uma pêra, com o seu comprimento máximo na direcção este-oeste e a sua largura máxima no extremo leste.
A laguna tem uma comunicação franca com o mar através de um canal localizado no seu extremo sudoeste, a cerca de 250 m da plataforma que alberga a estação científica, com cerca de 15 m de largura e 6 m de profundidade.

## Administração
Para efeitos administrativos, o território do atol é considerado como fazendo parte de Ogasawara, prefeitura de Tóquio pelo que foi colocada no atol uma placa oficial de endereço postal, onde se pode ler "1 Ilha Okinotori, Ogasawara, Tóquio", em japonês.
Para evitar o desaparecimento da parte emersa, e com ela a possibilidade de reclamar a correspondente zona económica exclusiva, o governo japonês lançou em 1987 um programa de construção de estruturas de protecção contra a erosão, rodeando os rochedos de Higashikojima e Kitakojima com protecções de betão. Nos trabalhos foram gastos US$280 000 000 em betonagens e US$50 000 000 na construção de uma cobertura em rede titânio para proteger o rochedo menor de materiais projectados pelas ondas. Estima-se que já tenham sido investidos mais de US$600 000 000 a fortificar os rochedos contra a erosão, numa tentativa de manter o ponto mais a Sul do Japão acima das ondas.
Para além dos trabalhos de protecção costeira, a Nippon Foundation apresentou planos para acelerar o crescimento de foraminíferos e por essa via aumentar o volume de corais na barreira de recifes que rodeia o atol. 
O governador Ishihara visitou o atol a 20 de Maio de 2005, ostensivamente para visitar os trabalhos de conservação e de gestão da área, tendo procedido à largada de juvenis de peixe na laguna, para demonstrar o apoio à pesca na região. Como a soberania sobre as ilhas se tornou uma questão simbólica para o nacionalismo japonês, todas as acções políticas que sejam nelas centradas ganham uma grande relevância e exposição pública.

## A disputa sobre a zona económica exclusiva
O Japão considera que em torno do atol existe uma zona económica exclusiva com 200 milhas náuticas de raio, o que equivale a uma superfície aproximada de  400,000 km², o que não é aceite pelos outros Estados ribeirinhos. Por essa razão, durante conversações bilaterais realizadas entre os governos do Japão e da República Popular da China, a 22 de Abril de 2004 diplomatas chineses comunicaram que embora a República Popular da China reconheça a soberania japonesa sobre o atol, considera que o mesmo cai na categoria de rochedos e não de ilhas .
Essa distinção entre rochedos e ilhas é factor determinante para a concessão de direitos económicos exclusivos nos mares, já que nos termos da Convenção das Nações Unidas sobre o Direito do Mar, artigo 121(1), "Uma ilha é uma formação natural de terra, rodeada de água, que fica a descoberto na preia-mar", considerando como rochedos todas as outras formações. A mesma Convenção estabelece, no artigo 121(3), que "Os rochedos que, por si próprios, não se prestam à habitação humana ou a vida económica não devem ter zona económica exclusiva nem plataforma continental". O Japão é signatário da Convenção desde 1983, tendo esta entrado em vigor, no que se refere àquele Estado, em 1996.
A principal motivação da China, para além das questões de aproveitamento dos recursos marinhos, é a necessidade de proceder a trabalhos de pesquisa oceanográfica na zona, em particular da configuração dos fundos marinhos, para poder ali desenvolver operações militares submarinas em caso de conflito armado com a República da China (Taiwan)". O atol ocupa uma posição militar de importância estratégica, localizando-se a meio caminho entre Taiwan e Guam, território onde os Estados Unidos da América mantêm forças permanentes.
Navios da República Popular da China têm conduzido operações de mapeamento dos fundos submarinos ao longo das rotas de aproximação a Taiwan, em particular daquelas que poderão ser utilizadas pelos Estados Unidos num eventual apoio à ilha. A República Popular da China conduziu quatro campanhas de mapeamento dos fundos em torno de Okinotori em 2001, duas em 2002 e outra em 2003. Contudo, o número de incidentes envolvendo navios chineses a desenvolver este tipo de actividades subiu para quatro, o que desencadeou protestos por parte do Japão, que os considera incompatíveis com o estatuto de zona económica exclusiva que atribui à zona.
Os Estados Unidos da América, que administraram as ilhas entre 1945 (após a rendição do Japão) e 1968, apoiam a posição japonesa de que o atol é uma ilha e não um rochedo. 
Jon Van Dyke, um professor de Direito, sugere que a situação é semelhante à que existiu em torno do rochedo de Rockall, a partir do qual o Reino Unido chegou a esboçar uma intenção de prolongamento da sua zona económica exclusiva, a qual foi abandonada perante a constatação quase unânime de que se tratava efectivamente de um rochedo inabitável e não de uma ilha. Aquele professor assevera que é praticamente impossível manter "Uma alegação plausível que Okinotori pode gerar uma zona económica exclusiva de 200 milhas náuticas". Tadao Kuribayashi, outro professor de Direito, discorda, argumentando em parte que rochedos e recifes diferem em composição e estrutura e que a norma da convenção apenas visava os rochedos.
Está perante o Tribunal Internacional de Justiça um processo contencioso envolvendo a delimitação da fronteira marítima entre a Roménia e a Ucrânia em que a questão da distinção entre ilhas e rochedos, no caso em relação ao ilhéu de Fidonisi, é central para a resolução da disputa. A sentença, que se espera para 2008, poderá criar jurisprudência nesta matéria, com eventual aplicação sobre Okinotorishima.